# Persone di nome Augusta
| Questa pagina contiene informazioni ricavate automaticamente dalle voci biografiche con l'ausilio del template Bio e di un bot. L'aggiornamento è periodico e automatico e ricostruisce completamente la pagina. Se manca una persona in questa lista, sei pregato di non aggiungerla, ma accertati piuttosto che la sua voce biografica contenga il template Bio e che i dati anagrafici siano correttamente compilati. Se il template Bio manca, inseriscilo tu stesso o, in alternativa, metti l'avviso {{tmp\|Bio}} che ne segnala la mancanza. Se i dati riportati sono sbagliati, correggi direttamente la voce biografica; le modifiche saranno visibili in questa lista entro pochi giorni. Per chiarimenti vedi il progetto antroponimi. La lista contiene solo le 59 persone che sono citate nell'enciclopedia e per le quali è stato implementato correttamente il template Bio. Pagina aggiornata al 6 ago 2025. |

Questa è una lista di persone presenti nell'enciclopedia che hanno il nome Augusta, suddivise per attività principale.

## Artiste(2)
- Augusta de Montléart, artista e nobile francese (n. 1823 - † 1885)
- Augusta Rasponi del Sale, artista italiana (Ravenna, n. 1864 - Ravenna, † 1942)

## Attrici(2)
- Augusta Anderson, attrice svedese (Oberga, n. 1875 - Santa Monica, † 1951)
- Augusta Gori, attrice italiana (Milano, n. 1959 - Londa, † 2025)

## Botaniche(1)
- Augusta Vera Duthie, botanica e micologa sudafricana (Knysna, n. 1881 - Knysna, † 1963)

## Compositrici(2)
- Augusta Holmès, compositrice irlandese (Parigi, n. 1847 - Parigi, † 1903)
- Augusta Read Thomas, compositrice statunitense (Glen Cove, n. 1964)

## Danzatrici(1)
- Augusta Maywood, ballerina statunitense (New York, n. 1825 - Leopoli, † 1876)

## Filologhe(1)
- Augusta Acconcia Longo, filologa e bizantinista italiana (Acuto, n. 1940 - Roma, † 2016)

## Fotografe(1)
- Augusta Curiel, fotografa surinamese (Paramaribo, n. 1873 - Paramaribo, † 1937)

## Imperatrici(1)
- Augusta Vittoria di Schleswig-Holstein-Sonderburg-Augustenburg, imperatrice tedesca (Lubsko, n. 1858 - Doorn, † 1921)

## Insegnanti(1)
- Augusta Guidetti, docente, scrittrice e giornalista italiana (Saint-Vincent, n. 1908 - Torino, † 1998)

## Neurologhe(1)
- Augusta Déjerine-Klumpke, neurologa statunitense (San Francisco, n. 1859 - Parigi, † 1927)

## Nobildonne(5)
- Augusta d'Assia-Kassel, nobildonna (Offenbach am Main, n. 1797 - St. James's, † 1889)
- Augusta di Cambridge, nobildonna (Hannover, n. 1822 - Neustrelitz, † 1916)
- Augusta Guglielmina d'Assia-Darmstadt, nobildonna (Darmstadt, n. 1765 - Rohrbach, † 1796)
- Augusta di Hannover, nobildonna britannica (St. James's, n. 1737 - Greenwich, † 1813)
- Ada Lovelace, nobildonna e matematica britannica (Londra, n. 1815 - Londra, † 1852)

## Nobili(13)
- Augusta d'Assia-Homburg, nobile tedesca (Homburg vor der Höhe, n. 1776 - Ludwigslust, † 1871)
- Augusta di Württemberg, nobile tedesca (Stoccarda, n. 1826 - Stoccarda, † 1898)
- Augusta Eugenia di Urach, nobile tedesca (n. 1842 - † 1916)
- Augusta Maria di Holstein-Gottorp, nobile tedesca (Gottorp, n. 1649 - Durlach, † 1728)
- Augusta Sofia di Hannover, nobile inglese (Buckingham Palace, n. 1768 - Clarence House, † 1840)
- Augusta di Prussia, nobile tedesca (Potsdam, n. 1780 - Kassel, † 1841)
- Augusta Bellingham, nobile britannica (n. 1880 - † 1947)
- Augusta Leigh, nobile britannica (Newstead Abbey, n. 1783 - Little Wilbraham, † 1851)
- Augusta di Sassonia-Gotha-Altenburg, nobile tedesca (Roda, n. 1752 - Rudolstadt, † 1805)
- Augusta Tanari Malvezzi, nobile e patriota italiana (Bologna, n. 1831 - Bologna, † 1886)
- Augusta Maria di Baviera, nobile tedesca (Monaco di Baviera, n. 1875 - Ratisbona, † 1964)
- Augusta di Reuss-Köstritz, nobile (Klipphausen, n. 1822 - Schwerin, † 1862)
- Augusta Luisa di Württemberg-Oels, nobile tedesca (Bernstadt, n. 1698 - Slesia, † 1739)

## Pianiste(1)
- Augusta Rapetti Bassi, pianista e compositrice italiana (n. 1885 - † 1970)

## Poetesse(2)
- Augusta Maddalena d'Assia-Darmstadt, poetessa tedesca (Darmstadt, n. 1657 - Darmstadt, † 1674)
- Augusta Luzzato Dina, poetessa, scultrice e filantropa italiana (Padova, n. 1898 - Padova, † 1989)

## Politiche(1)
- Augusta Montaruli, politica italiana (Torino, n. 1983)

## Principesse(10)
- Augusta Ferdinanda d'Asburgo-Lorena, principessa (Firenze, n. 1825 - Monaco di Baviera, † 1864)
- Augusta di Danimarca, principessa danese (Koldinghus, n. 1580 - Husum, † 1639)
- Augusta di Baden-Baden, principessa tedesca (Aschaffenburg, n. 1704 - Parigi, † 1726)
- Augusta di Brunswick-Wolfenbüttel, principessa (Braunschweig, n. 1764 - Koluvere, † 1788)
- Augusta Dorotea di Brunswick-Wolfenbüttel, principessa (Wolfenbüttel, n. 1749 - Bad Gandersheim, † 1810)
- Augusta di Sassonia-Gotha-Altenburg, principessa tedesca (Gotha, n. 1719 - Westminster, † 1772)
- Augusta di Baviera, principessa (Strasburgo, n. 1788 - Monaco di Baviera, † 1851)
- Augusta di Sassonia-Meiningen, principessa tedesca (Meiningen, n. 1843 - † 1919)
- Augusta di Sassonia-Weimar-Eisenach, principessa e imperatrice (Weimar, n. 1811 - Berlino, † 1890)
- Augusta di Schleswig-Holstein-Sonderburg-Glücksburg, principessa danese (Glücksburg, n. 1633 - Augustenborg, † 1701)

## Religiose(1)
- Augusta Costanza Succi, religiosa italiana (Cesenatico, n. 1849 - Mesagne, † 1922)

## Sante(1)
- Augusta di Serravalle, santa romana (Piai, n. 410 - Serravalle di Vittorio Veneto)

## Scrittrici(3)
- Augusta Bertha Wagner, scrittrice, educatrice e missionaria statunitense (New York, n. 1895 - Bryn Mawr, † 1976)
- Augusta Gregory, scrittrice e drammaturga irlandese (Roxborough, n. 1852 - Galway, † 1932)
- Augusta Evans Wilson, scrittrice statunitense (Columbus, n. 1835 - Mobile, † 1909)

## Scultrici(1)
- Augusta Savage, scultrice statunitense (Green Cove Springs, n. 1892 - New York, † 1962)

## Soprani(1)
- Augusta Albertini-Baucardé, soprano italiano (Firenze, n. 1827 - † 1898)

## Sovrane(1)
- Augusta Vittoria di Hohenzollern-Sigmaringen, regina (Potsdam, n. 1890 - Eigeltingen, † 1966)

## Stiliste(1)
- Augusta Bernard, stilista francese (Provenza, n. 1886 - † 1946)

## Storiche dell'arte(1)
- Augusta Ghidiglia Quintavalle, storica dell'arte, museologa e saggista italiana (Roma, n. 1904 - Casalmaggiore, † 1988)

## Supercentenarie(1)
- Augusta Holtz, supercentenaria tedesca (Czarnków, n. 1871 - Florissant, † 1986)

## Senza attività specificata(3)
- Augusta FitzClarence, britannica (Teddington, n. 1803 - † 1865)
- Augusta Dorotea di Brunswick-Wolfenbüttel, duchessa (Wolfenbüttel, n. 1666 - Arnstadt, † 1751)
- Augusta di Reuss-Ebersdorf, contessa (Ebersdorf, n. 1757 - Coburgo, † 1831)